# Sant Andreu i Sant Francesc
Sant Andreu i Sant Francesc és una obra d'El Greco, realitzada a l'oli sobre tela entre el 1595 i el 1598, durant el seu segon període toledà. Es conserva al Museu del Prado a Madrid.

## Temàtica de l'obra
José Álvarez Lopera comenta que les "associacions de sants" d'El Greco podien estar basades en algun costum, de vegades podien tenir una lógica o un motiu doctrinal. Altres vegades, com en aquest "aparellament" de Sant Andreu apòstol i de Sant Francesc d'Assís, l'associació sembla tan arbitrària que només s'explica pels desitjos dels destinataris, segurament un particular o un convent.

## Anàlisi de l'obra
Signat amb lletres gregues cursives en el paper de l'extrem inferior dret; doménikos theotokópolis (sic) e`poíei.

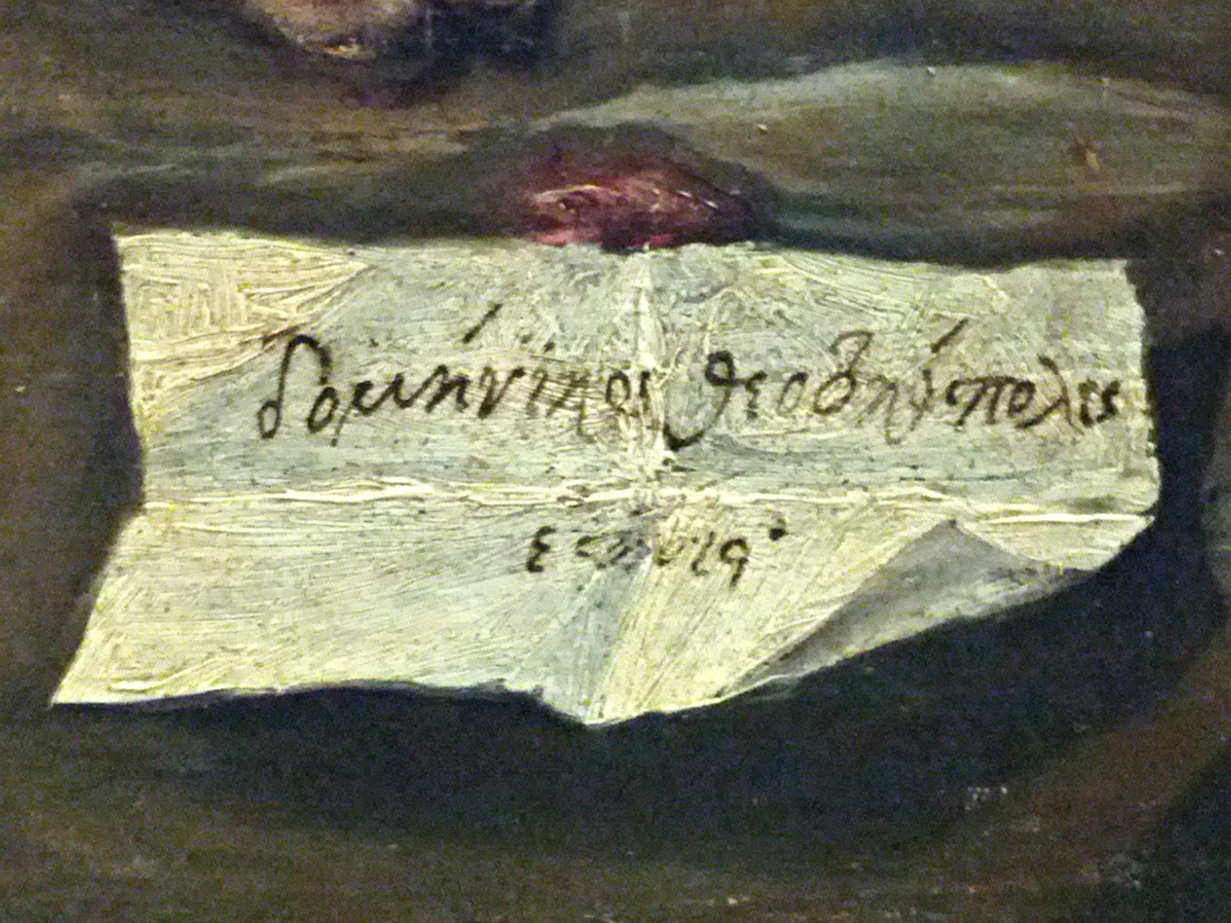
Signatura d'El Greco a aquesta obra

Oli sobre llenç; 167 × 113 cm.; 1595 ca. L'estat general de conservació és bo, tot i haver-hi alguns punts deteriorats.
Segons Harold Wethey, és la millor parella de sants de l'obra d'El Greco. Ambdues figures, sant Andreu Apòstol amb la seva creu en aspa i sant Francesc d'Assís amb el seu hàbit religiós, es troben en primer pla i en un espai molt reduït. Al fons es troba una panoràmica de la ciutat de Toledo. La brillant i lluminosa vestidura verda sobre túnica blava de Sant Andreu està meravellosament pintada. Els dos sants están magníficament captats en l'actitud de conversar, fent gestos amb llurs mans, aparionades amb un estil molt personal.
La tipología de Sant Andreu es repeteix en la figura aïllada d'aquest personatge, al Metropolitan Museum of Art de Nova York. La posición de Sant Francesc és la mateixa que veiem a Sant Joan Evangelista i Sant Francesc d'Assís.

## Procedència
- Ducat d'Abrantes; Una filla dels Ducs, que era monja, el va donar al següent monestir, l'any 1676:
- Real Monasterio de la Encarnación (Madrid) (1676 fins a l'any 1942)
- Museu del Prado.